# Israel Núñez
Israel Núñez Baticón es un ciclista español nacido el 31 de mayo de 1979 en la localidad barcelonesa de Martorell. 

## Biografía
Dedicado al ciclismo desde el año 1994, ha acumulado una gran cantidad de victorias pasando desde las categorías inferiores como cadete (temporada 1995 en el equipo C.C.Sant Boi-Turicar), junior (temporada 1996 en el equipo C.C.Sant Boi-Retols Triangulo y temporada 1997 como C.C.Sant Boi-Serimak), sub-23 (temporadas 1998-1999 en el equipo C.C.Sport Ter-Tadesan y 2000-2001 en el Caja Rural de Navarra) y elite (temporada 2002 en Caja Rural) hasta dar el salto al campo profesional de la mano de Ángel Edo en el año 2003 con el equipo portugués del Vila do Conde y unos años más tarde en el equipo kaiku (disuelto en el 2006). Después se pasó a dedicarse al ciclismo de montanya con el equipo Massi. En el 2011 se hizo mosso d'escuadra y pasó a formar parte del equipo de mossos de catalunya. En esta etapa de su vida a ganado el campeonato de Catalunya, de España y del mundo del 2013-2016.
junto con el campeonato del mundo (master 30) en Andorra.
en 2015 se casó Mar Franco en las cuevas de collbato (Montserrat - Cataluña)
También ha sido 6 veces campeón de España en ciclismo de montanya, 3.º en el Campeonato de España de Ciclocrós de 2002 y el mismo puesto en el Campeonato de España de Ciclismo de Montaña de 2006; y la victoria en la Titan Desert (prueba no profesional de aventura de ciclismo de montaña) en 2009.

## Palmarés

### Palmarés
2002
- 3.º en el Campeonato de España de Ciclocrós

2006
- 3.º en el Campeonato de España de Ciclismo de Montaña

2010
- 1° en el rally Silao - Leon.

2013
- 1.º en el campeonato del mundo de policías y bomberos
- 1.º de España                             "

2014
- 1.º en la Transpyr

2015
- 1.º campeonato del mundo master 30

## Equipos
- ASC-Vila do Conde (2003-2004)
- Kaiku (2005-2006)